# 南非历史
在南非历史中，在几个不同的民族群体之间一直存在的互动和冲突占有主导地位。科伊桑人等原住民居住在该地区达数千年之久。然而目前人口中的大部分为移民。土著南非黑人是大约一千年前来自于北部非洲移民的后裔。南非白人则主要是来自荷兰和英国的欧洲移民的后裔。有色人种中的一部分来自于东印度群岛，还有很大部分十九世纪末来自于中国和印度的劳工后裔。南非历史不仅包括目前建立于非洲南部的南非国的历史，还涵盖了科伊桑人，殖民统治之前的几班图王朝，荷兰与英国的殖民统治，所谓的布尔共和国（包括奥兰治自由邦和南非共和国）。1948年以后南非实行种族隔离制度，1994年南非首次平等选举之后非洲人国民大会上台执政。

## 早期歷史（1652年前）

许多人口迁移到南非，形成了现在的“彩虹之国”。

南非包含世界上一些最古老的考古和人類化石遺址。考古學家已經從豪登省的一系列洞穴中回收了大量化石遺骸。該地區被聯合國教科文組織列為世界遺產，被稱為“人類的搖籃”。這些遺址包括斯泰克方丹，這是世界上人類化石最豐富的遺址之一。其他地點包括斯瓦特克朗斯、貢多林洞穴克羅姆德拉伊、庫珀洞穴和馬拉帕。雷蒙德達特1924年在非洲發現了第一顆人類化石——陶格孩童（在南非西北省的一個小鎮塔翁附近發現）。進一步的人類遺體來自於林波波省的馬卡潘斯蓋、自由邦省的科尼利亞和弗洛里斯巴德的遺址、夸祖魯-納塔爾省的邊境洞穴、位於東開普省的克萊西斯河洞穴和西開普省的品尼高點、埃蘭茲才丹和酒窖洞穴。
這些發現表明，從南非古猿開始，約有3百萬年前南非就已經存在各種原始人類物種。其次的物種包括南方古猿、匠人、直立人、羅德西亞人、弗洛里斯巴德頭骨、納萊迪人和現代人。現代人至少有170,000年的時間居住在南部非洲。
各種研究人員在法爾河河谷內找到卵石工具。
大約公元前500年起，桑人在南部非洲建立了以牧業為主導的經濟活動，包括狩獵和採集等。牲畜給桑人群體帶來了個人財富和社會歸屬的意識。隨著桑人社會結構的鞏固和擴張，桑人酋長的地位都得到了發展。而這些桑人中的牧民後來被稱作“科伊科伊人”（意為一般人），而其中的定居者則被稱作“布須曼人”。這兩個族群經過長期的通婚和混血最終形成了科伊桑人。這一時期的科伊科伊人沿著南非的海岸發展，而較小規模的桑人則繼續在南非的內陸定居。

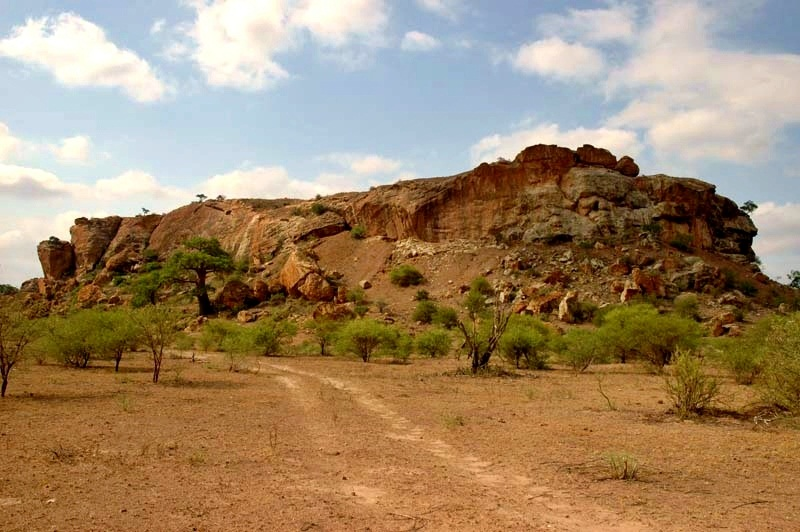
馬蓬古布韋山，馬蓬古布韋王國前首府的遺址。

在大約2500年前，班圖人開始從非洲撒哈拉沙漠以南地區的尼日爾河三角洲向南非移民。由於在南非的桑人和講班圖語的人都沒有自己的書寫系統，使得南非在這一時期的歷史只能從考古文物之中得以探尋。
在公元前1200年之後，通向非洲北部的貿易網開始形成。此外，宗教領袖的領導人在這一時期出現，這一理念超越了通常意義上的國王或者皇后。宗教領袖通常是精英社區成員，自稱擁有某種超自然的所謂預測未來的能力。
在公元4世紀或公元5世紀，在林波波河以南（現今是博茨瓦納和津巴布韋的北部邊界）就已經出現了使用鐵的農民和牧民的班圖語民族的定居點。他們流離失所，征服並吸收了原來的科伊桑人、科伊科伊人和薩恩人。班圖人慢慢向南移動。隨著班圖人持續的小規模遷移至南非，他們與本地的科伊桑人逐漸的雜居。這一點在南非的一些洞穴岩畫上得以證實。一些南部的班圖語言（尤其是科薩語和祖魯語）納入了許多較早的科伊桑語輔音。考古學家也在班圖人的定居點發現了許多科伊桑人的文物。據信，夸祖魯-納塔爾省最早的現代煉鐵廠大約在1050年左右就已經出現了。在林波波河最南端的一批人是科薩人，其語言包含了早期科伊桑人的某些語言特徵。科薩人到達了在今天東開普省的大魚河。當他們遷徙時，這些較大的鐵器時代民族流離失所並且同化了較早的民族。在普馬蘭加省發現了幾個石圈以及被命名為亞當日曆的石頭排列。
通过与来往于印度洋南到今天的莫桑比克的穆斯林商人的贸易，南非成为贸易中心，交易的商品包括本地生产的黄金、象牙，以及产自遥远的中国的瓷器、玻璃球等。
在與歐洲人接觸時，佔主導地位的民族是大約1000年前從非洲其他地區遷徙到班圖語系的民族。南非歷史上兩個主要的群體是科薩族和祖魯族。
1487年，葡萄牙探險家巴爾托洛梅烏·迪亞士率領歐洲人第一次登陸非洲南部。12月4日，他降落在沃爾維斯灣（在現今納米比亞）。這是他的前任葡萄牙航海家迪奧戈·康（海灣以北的克羅斯角）在1485年達到的最遠點的非洲南部。迪亞斯繼續沿著南部非洲的西部海岸。1488年1月8日後，由於風暴沿著海岸線前進，他駛出了非洲，並沒有看到它通過非洲最南端的地點。他於1488年5月到達非洲東部海岸，他稱之為“Rio do Infante”（因凡特河），可能是現今的格魯特河，但在他回來時，他看到了海角，他首先命名為“Cabo das Tormentas”（意為海角風暴）。他的國王約翰二世改名為“Cabo da Boa Esperança”（意為好望角），因為它導致了東印度群島的財富。迪亞斯的導航專長和其壯舉後來在賈梅士的葡萄牙史詩“盧濟塔尼亞人之歌”中頌唱。
隨著葡萄牙人在非洲開始探索、貿易和統治之後，南非開始經歷了兩個主要殖民時期。第一個時期是荷葡戰爭之後，由荷屬東印度公司於1652年建立的荷屬開普殖民地時期，至於第二個時期是英國於1795年佔領荷屬開普殖民地之後而成為的英屬開普殖民地時期。

## 荷蘭殖民時期（1652年-1815年）

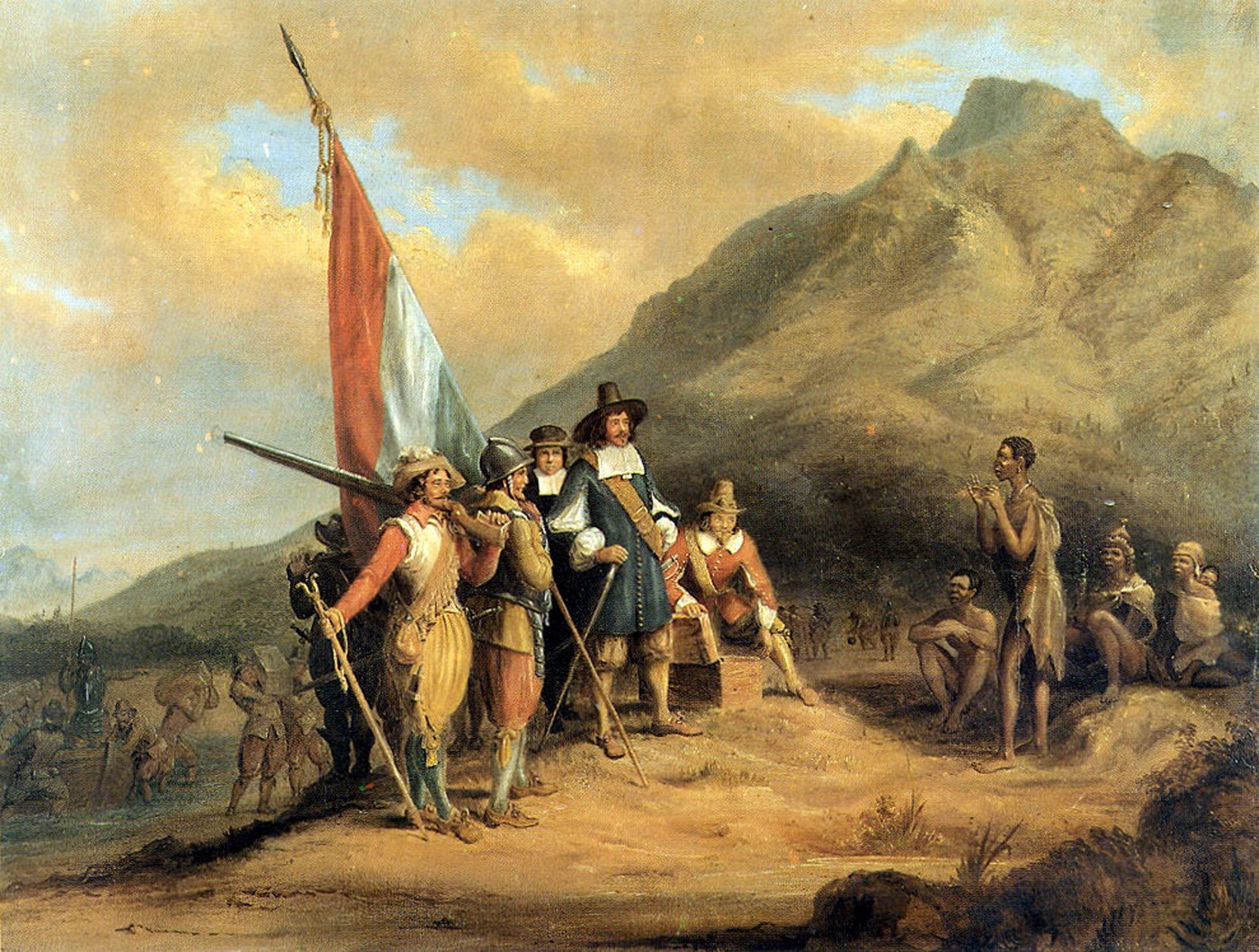
查爾斯·戴維森·貝爾在19世紀的油畫，贊·范里貝克創建了歐洲人在南非的第一個定居點，於1652年抵達桌灣。

到了17世紀初，葡萄牙的海上力量開始衰落，英國和荷蘭的商人都爭相推翻里斯本的力量，因為它在利用壟斷香料的貿易來獲得豐厚的財富。英國東印度公司的代表確實在1601年早些時候在開普敦尋求供應，但後來又開始贊成阿森松島和聖赫勒拿島作為替代港口。1647年以後，荷蘭東印度公司的兩名員工在開普敦遇難幾個月，這引起了荷蘭人的興趣。通過從當地人那裡獲得的淡水和肉類，水手們能夠生存。他們還在開普敦肥沃的土地上播種蔬菜。但由於當地的科伊科伊人不是從事農業的種族，荷蘭東印度公司不得不從荷蘭引入農民進行農業。在返回荷蘭後，他們對開普敦有作為荷蘭的“倉庫和花園”的潛力表示讚賞，以便船隻通過開普敦來進行長途航行到達東方。
在1652年，在發現開普敦航線一個半世紀之後，贊·范里貝克代表荷蘭東印度公司在好望角附近的開普敦建立了一個為遠航亞洲而途經開普敦的船隻所提供補給的中途站，並建立了駐紮點、菜園和果園。最終，開普敦成為擁有大量“vrijlieden”的家園，也被稱為“vrijburgers”（自由公民），前任公司僱員在服務合同結束後留在荷屬開普殖民地境內。荷蘭商人還從印度尼西亞，馬達加斯加和東部非洲等部分地區向數不清的殖民地輸入了數千名奴隸。後來，南非最早的一些混合種族社區是通過弗里吉布格人、他們的奴隸和各種土著人民之間的結合而形成的。這導致了一個新的種族群體——開普有色人種的發展，其中大多數人採用荷蘭語和基督教為他們的信仰。
荷蘭殖民者向東擴張引發了與科薩部落的西南移民之間的一系列戰爭，因為雙方爭奪在大魚河附近放牧牲畜所必需的牧場。在邊境地區成為獨立農民的弗里吉布格人被稱為布爾人，有些人將半游牧生活方式稱為徒步旅行者。布爾人組成了一些鬆散的民兵組織，他們稱之為突擊隊隊員，並與科伊桑組織聯盟以擊退科薩人的襲擊。雙方發起了血腥但不確定的攻勢，零星的暴力行為常常伴隨著牲畜被盜，在幾十年來一直很普遍。

## 英国殖民時期（1815年-1910年）

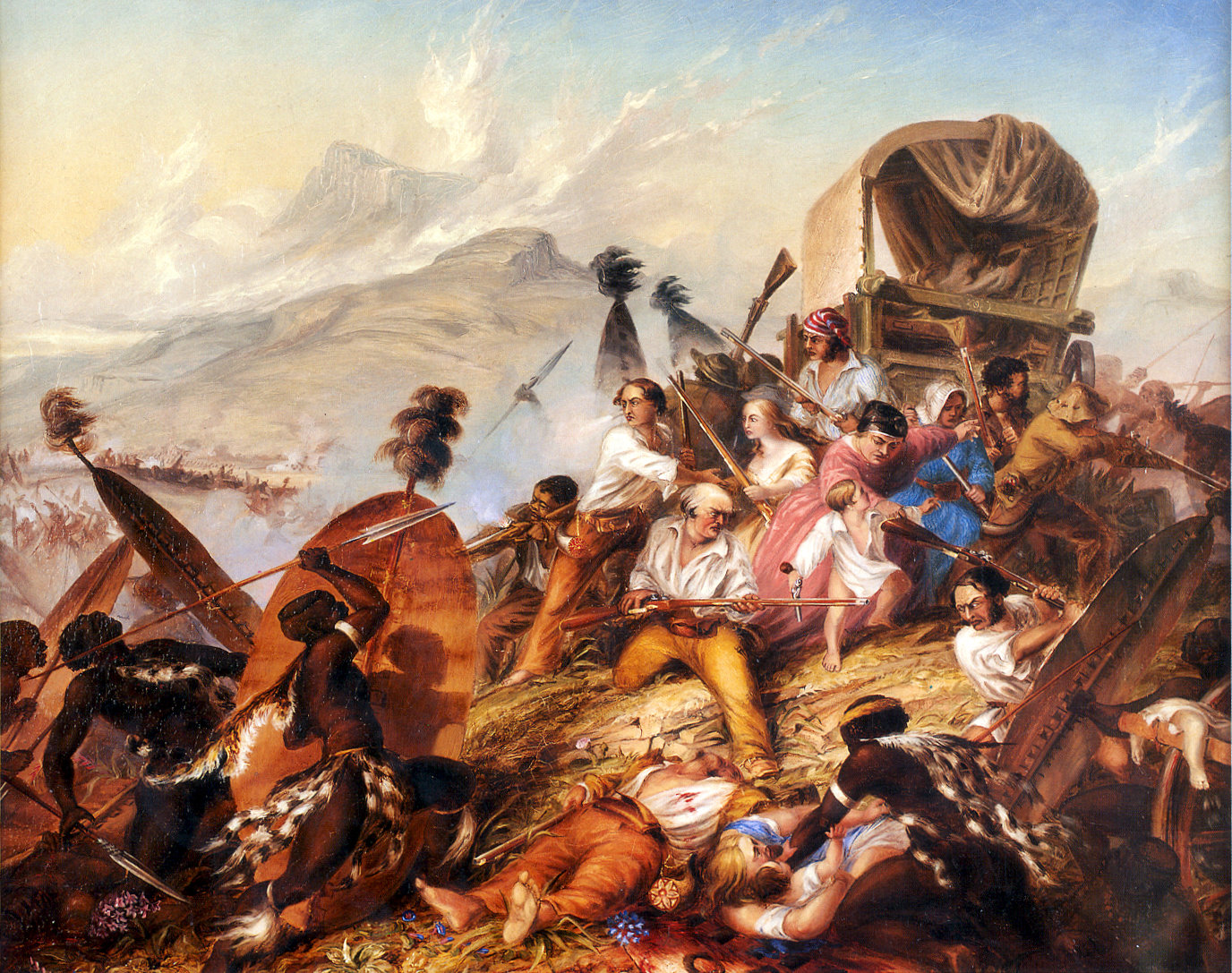
1838年2月，一個祖魯人對布爾人營地襲擊。

在19世紀的前20年，祖魯人在其領導人恰卡的領導下擴大了領土。恰卡的戰爭間接導致了碾壓（“Mfecane”），造成100萬到200萬人死亡，並在19世紀20年代初期破壞和消滅了內陸高原。祖魯人的一個分支——瑪塔貝爾人創建了一個更大的帝國，包括國王馬齊利卡齊控制下的大部分高地。
在十九世紀初期，許多荷蘭殖民者都離開了開普殖民地，在那裡他們受到英國的控制。他們遷移到未來的納塔爾、奧蘭治自由邦和德蘭士瓦地區。布爾人創立了布爾共和國：南非共和國（在現今的豪登省、林波波省、普馬蘭加省和西北省）和奧蘭治自由邦（自由邦省）。
1867年金伯利發現的鑽石和1886年2月在南非內陸約翰尼斯堡發現的黃金開始了礦產革命，並增加了南非的經濟增長和移民數量。英國加強了對土著人民的控制力度。控制這些重要經濟資源的鬥爭是歐洲人與土著居民之間以及布爾人與英國人之間關係的一個因素。

### 开普殖民地
英國在1795年至1803年間佔領了開普敦，以防止它落入法蘭西第一共和國的控制之下，因為後者侵入了低地國家。儘管在1803年，巴達維亞共和國短暫回歸荷蘭統治，在1806年開普敦又被英國人佔領。1815年拿破崙戰爭結束後，它正式被割讓給英國，並成為大英帝國的一部分，而1806年开普敦投降的条款中最为重要的是允許荷蘭人保留他們一直在開普殖民地所享有的權利和特權。。英國人開始於1818年左右移民南非，隨後到1820年英國定居者到來。由於各種原因，新殖民者解決並增加了歐洲人勞動力的規模，並加強邊境地區的防禦，以阻止科薩人的入侵。
1847年至1854年，开普殖民地总督哈利·史密斯合并了远至原先英国与荷兰定居点。开普敦殖民地的扩张与在奥兰治河的布尔人产生冲突。
自19世纪中期开始，当时南非最大的地区開普殖民地，开始迈向更为自主。当地组成开普议会。
開普殖民地最終在1910年成為南非聯邦的其中一個省份。

### 納塔爾殖民地
1843年，納塔爾被英國侵占。1844年，納塔爾成為開普殖民地的一個省，1856年成為獨立的殖民地。於1879年，在大英帝國和祖魯王國之間進行了戰鬥。卡那封伯爵在加拿大成功建立聯邦體制後，認為類似的政治努力加上軍事行動可能會在南非的非洲王國、部落地區和布爾共和國獲得成功。1874年，亨利·巴特爾·弗里爾爵士被派往南非擔任大英帝國高級專員，並將這些計劃付諸實施。其中障礙之一是獨立國家南非共和國和祖魯王國及其軍隊的存在。雖然祖魯王國在伊散德爾瓦納戰役中壯觀地擊敗了英國人，但最終祖魯王國仍然在戰爭中失敗，導致祖魯王國覆滅，並被納入納塔爾殖民地。納塔爾殖民地最終在1910年成為南非聯邦的其中一個省份。

### 德蘭士瓦共和國和奧蘭治自由邦

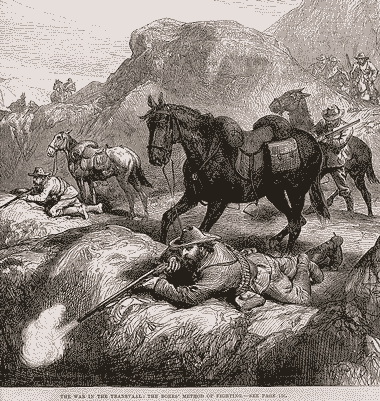
戰鬥中的布爾人（1881年）

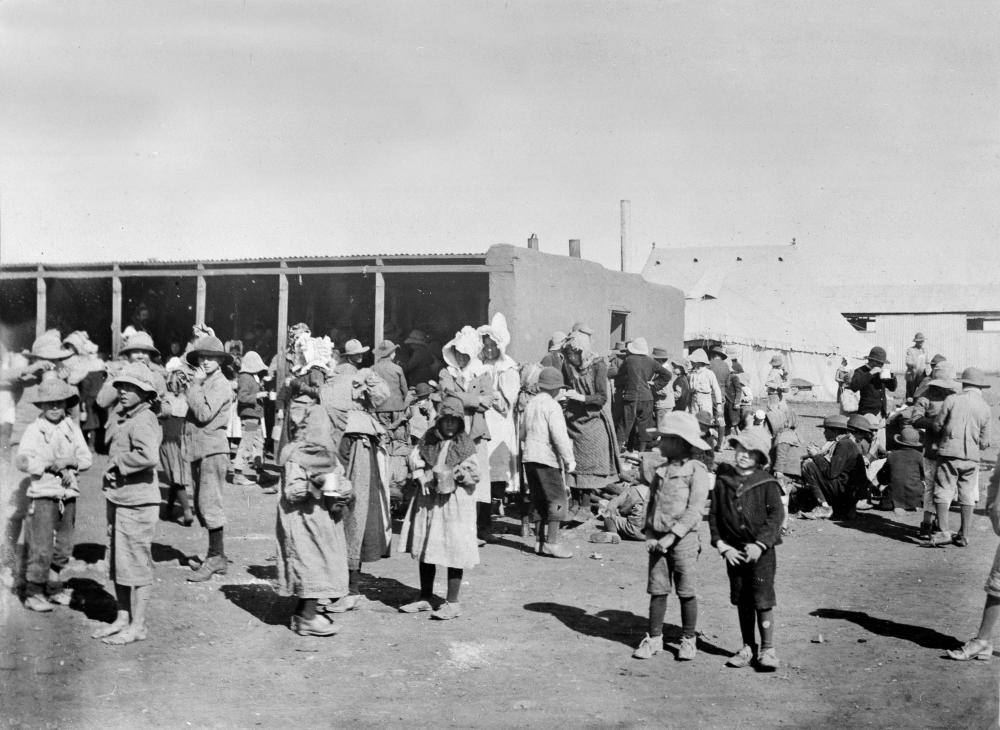
第二次布爾戰爭期間（1899年-1902年），布爾婦女和兒童被送往英國建造的集中營。由英國建造的這個集中營成為20世紀世界各國建立的集中營的先驅。

在1806年之后，开普的一些荷兰语居民长途跋涉到内陆，起初是小群体。最终在19世纪30年代，大量的布尔移民开始了“大迁徙”。起初，离开开普的原因是当地的英语环境的统治。
布爾共和國在第一次布爾戰爭（1880年-1881年）期間成功地抵制了英國的侵犯，這種戰術運用了游擊戰，這非常適合當地的情況。但英國人在第二次布爾戰爭（1899年-1902年）中增援了更多新的部隊、經驗和戰略，雖然英國因為消耗而遭受了慘重的傷亡。儘管如此，英國人最終仍然在戰爭中取得成功，並根據《弗里尼欣和約》吞併川斯瓦和奧蘭治。

#### 第一次布尔战争
1877年，川斯瓦共和國被强制并入英国。在德兰士瓦，布尔人的长期怨恨转变成为叛乱。1880年，第一次布尔战争爆发。在布尔人获得决定性的Majuba Hill战役后，战争马上就结束了。
布尔共和国重新获得独立，成为阿非利堪共和国（南非共和国）。起义领导人之一的保罗·克留格尔，于1883年成为新共和国总统。

#### 第二次布尔战争
英国人与布尔人的再一次紧张关系于1899年达到顶峰。当时的保罗政府排除了在Witwatersrand的60000名外国白人的选举权，而英国要求给予他们选举权。克留格尔拒绝了英国的要求，并且要求英国部队从边境线撤离。在英国拒绝之后，克留格尔向英国宣战。第二次布尔战争持续时间比第一次长。

## 南非联邦（1910年-1948年）
在南非內，阿非利卡人的反英政策側重於南非獨立。在荷蘭和英國的殖民時代，種族隔離主要是非正式立法的，儘管有一些立法是為了控制本地人的定居和流動，包括1879年南非的《原住民地位法》和《通過法制度》。
1908年10月，這4個英屬殖民地的代表在德班共同討論建立統一的南非聯邦，並成為英國的自治領。為此，4個殖民地代表為合併之後的首都設在哪裏而爭吵不休，因為誰都希望將首都設在自己所代表的地區。最終4個殖民地達成一個照顧各方利益的妥協方案：把普勒托利亞、開普敦、布隆方丹分別設為南非聯邦的行政首都、立法首都、司法首都，而德班則定為南非聯邦貨物進出口的主要對外通商口岸，獲得實際的經濟特權。第二次布爾戰爭結束八8後，經過4年的談判後，英國議會通過一項法案（1909年南非法案），於1910年5月31日成立了南非聯邦，並獲得了名義上的獨立。聯邦包括了開普殖民地、納塔爾殖民地、德蘭士瓦殖民地以及奧蘭治河殖民地。经过多年的协商，1909年南非法案通过，由开普敦殖民地、纳塔尔、德兰士瓦和奥兰治自由邦联合建立南非联邦。根据该法案规定，南非联邦仍为英国领土。
1913年，南非的土地法嚴格限制了黑人土著對土地的所有權。在那個階段，當地黑人只控制了南非土地的7％。儘管後來政府為土著人民保留的土地數量略有增加。
1924年，由阿非利堪人主导的国家党与劳工党合作而上台。先前被认为是荷兰语的一种方言的阿非利堪语，取代荷兰语成为联邦的官方语言。

### 第一次世界大战
在第一次世界大战中，南非加入英国和盟国与德国作战。无论是南非总理路易斯·博塔还是英国国防部长扬·史末资此时也成为了战时内阁的一员。扬恩斯曾经是第二次布尔战争对抗英国的将军。
第一次世界大戰後，南非聯邦在國際聯盟委任下開始對前德屬西南非洲進行託管。西南非洲在事實上成為南非的一個省份，儘管在法理上從未被正式納入。

### 第二次世界大战
1939年，作為聯合王國的盟友，南非為英國參戰，但這一舉動引起了國民黨在南非全國的追隨者的強烈反對。

## 種族隔離時期（1948年-1994年）

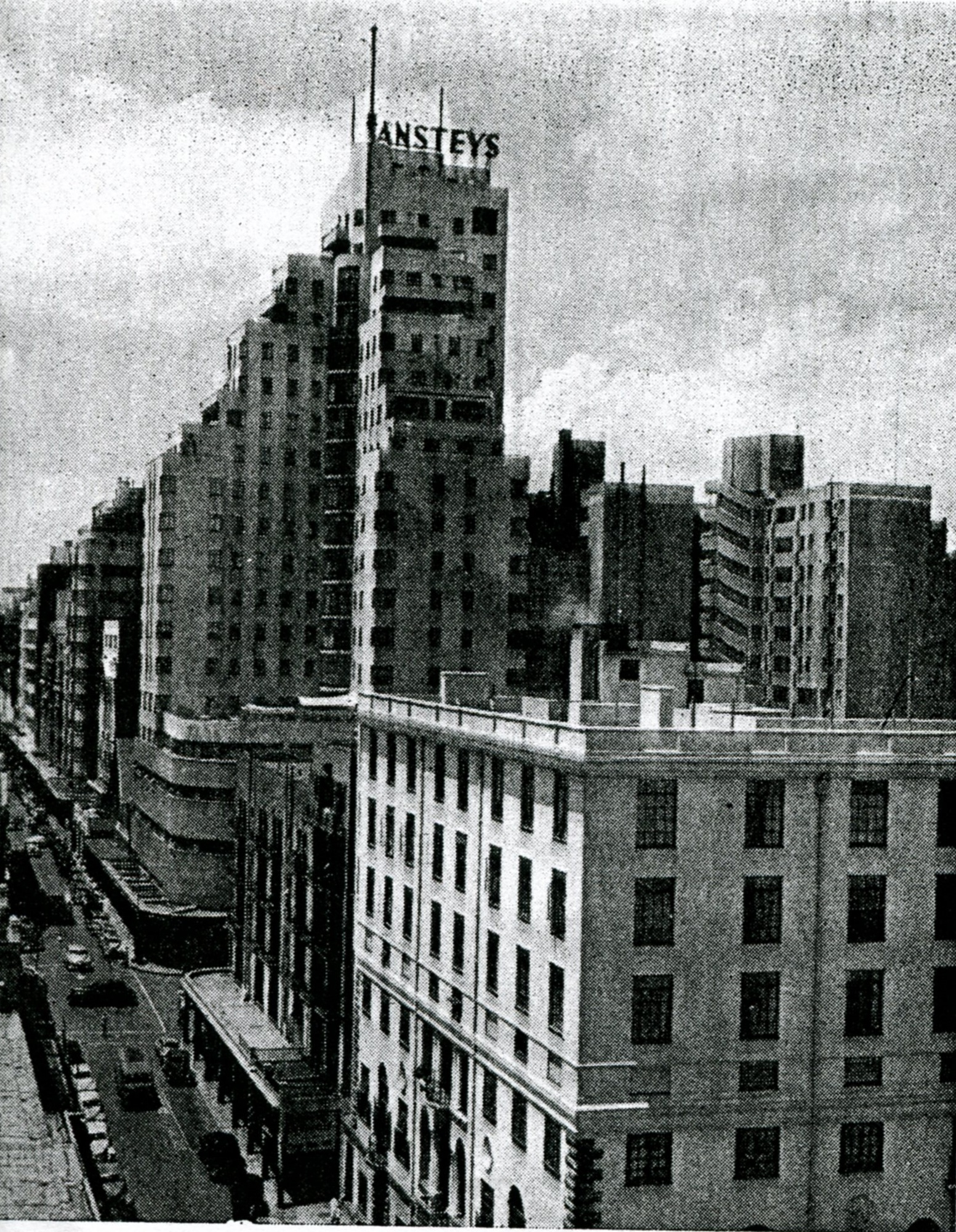
二戰後南非經濟穩健發展，圖為1956年的約翰內斯堡街道。

南非和西南非洲（現為納米比亞）的班圖斯坦分布圖。

1948年，國民黨當選上台。國民黨政府加強了在荷蘭和英國殖民時代統治下開始的種族隔離。以加拿大的《印第安人法》為框架，國民黨政府將所有民族分為三個種族，各種族住在不同的區域中，並為每個民族制定了權利和限制。白人雖然為少數（少於20％），但控制了大多數黑人。合法和制度化的隔離被稱為種族隔離。雖然南非白人享有可與西方國家相匹敵的生活水平，而南非黑人也享有全非洲最高的生活水平（相比起其他非洲國家的黑人而言），但與白人相比，黑人多數在幾乎所有標準下都處於不利的地位，包括收入、教育、住房和預期壽命等。1955年，由非洲人國民大會發表的“自由憲章”要求南非結束隔離狀態並建立一個非種族主義的社會。

### 反种族隔离抗爭

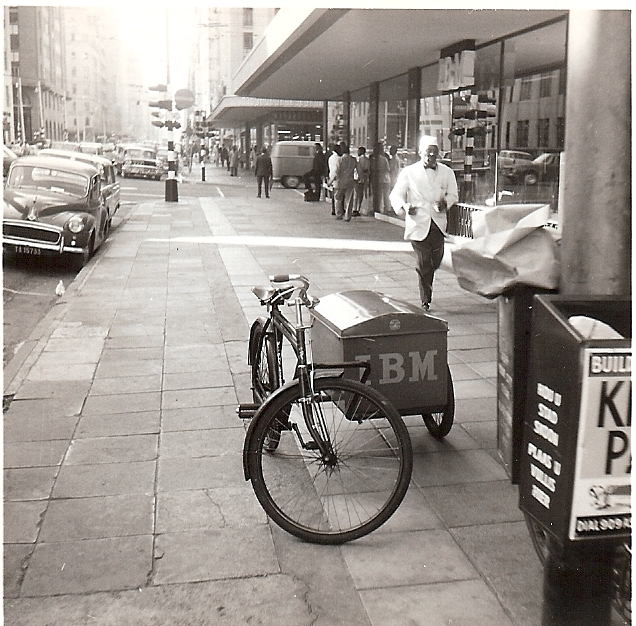
1965年的約翰內斯堡街道。

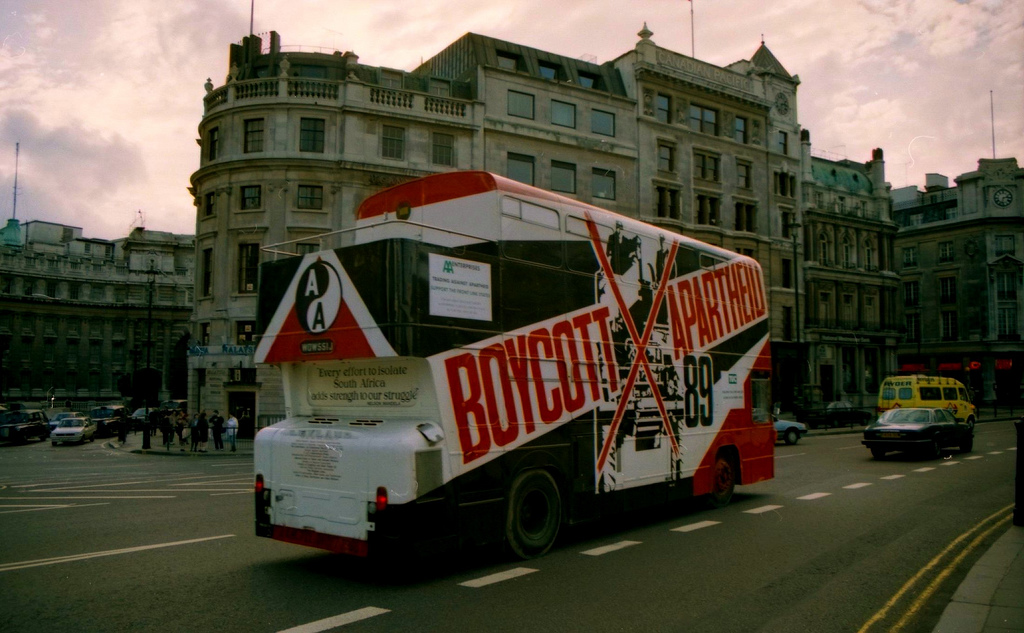
1989年伦敦，印有“联合抵制种族隔离制度”的巴士。

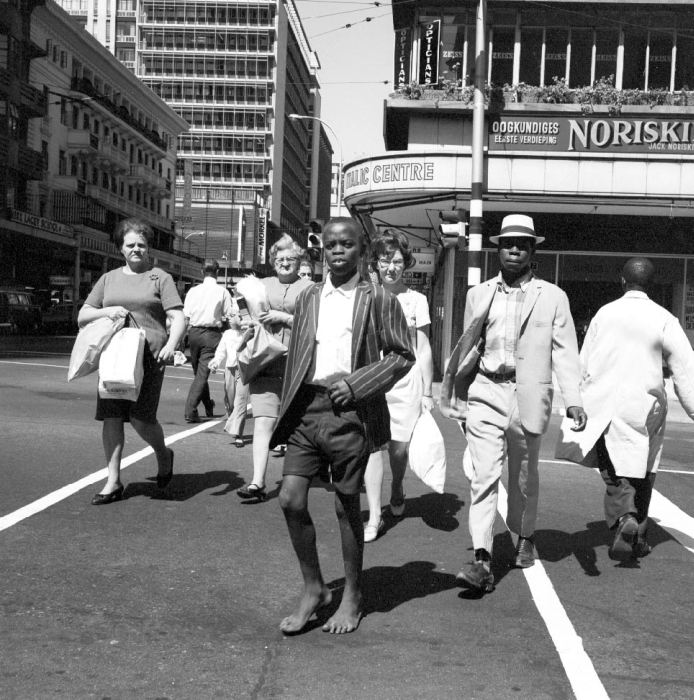
1970年的約翰內斯堡街道，可見高樓大樓林立，亦反映了當時南非經濟的持續高增長。

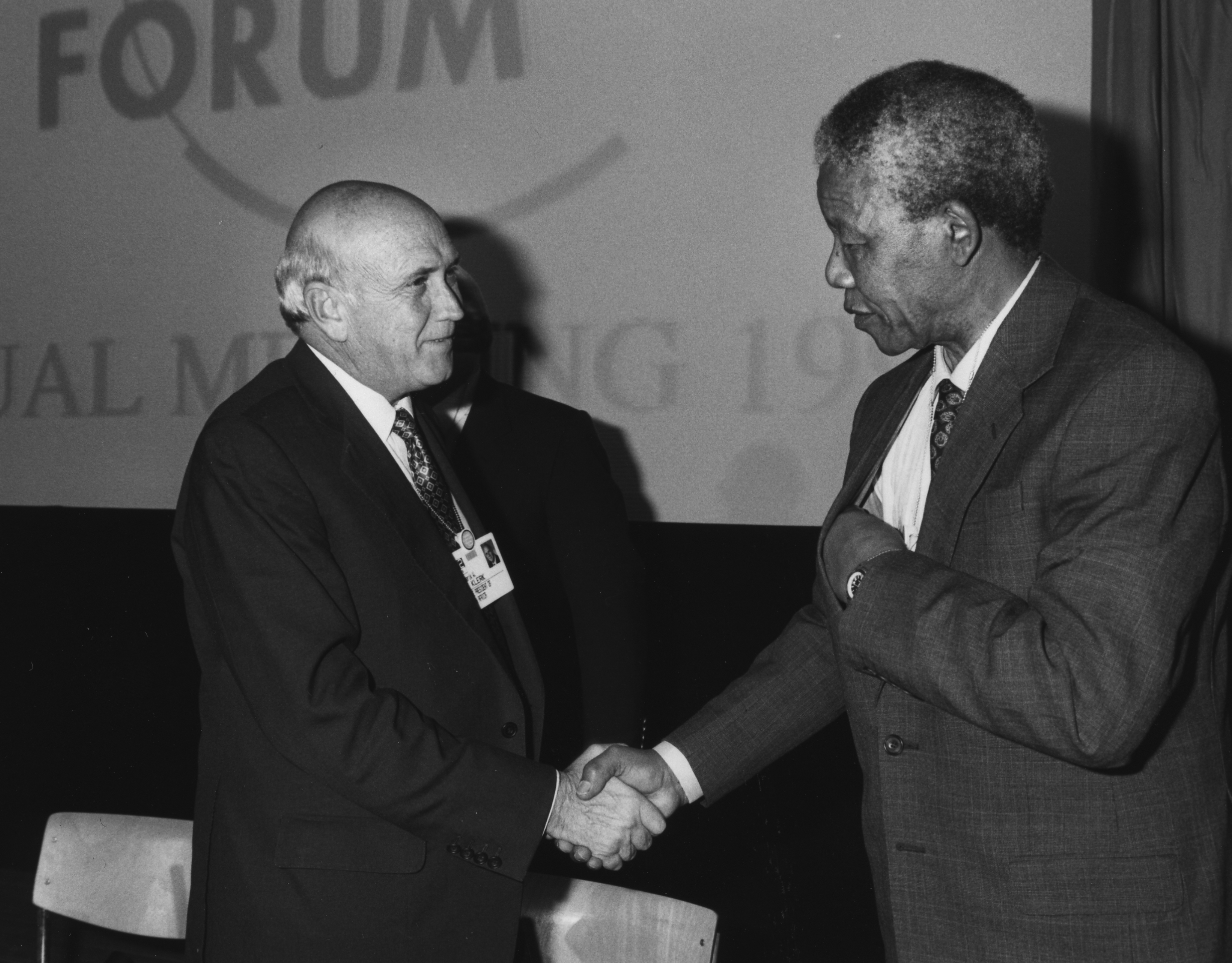
弗雷德里克·威廉·德克勒克和納爾遜·曼德拉於1992年1月握手。

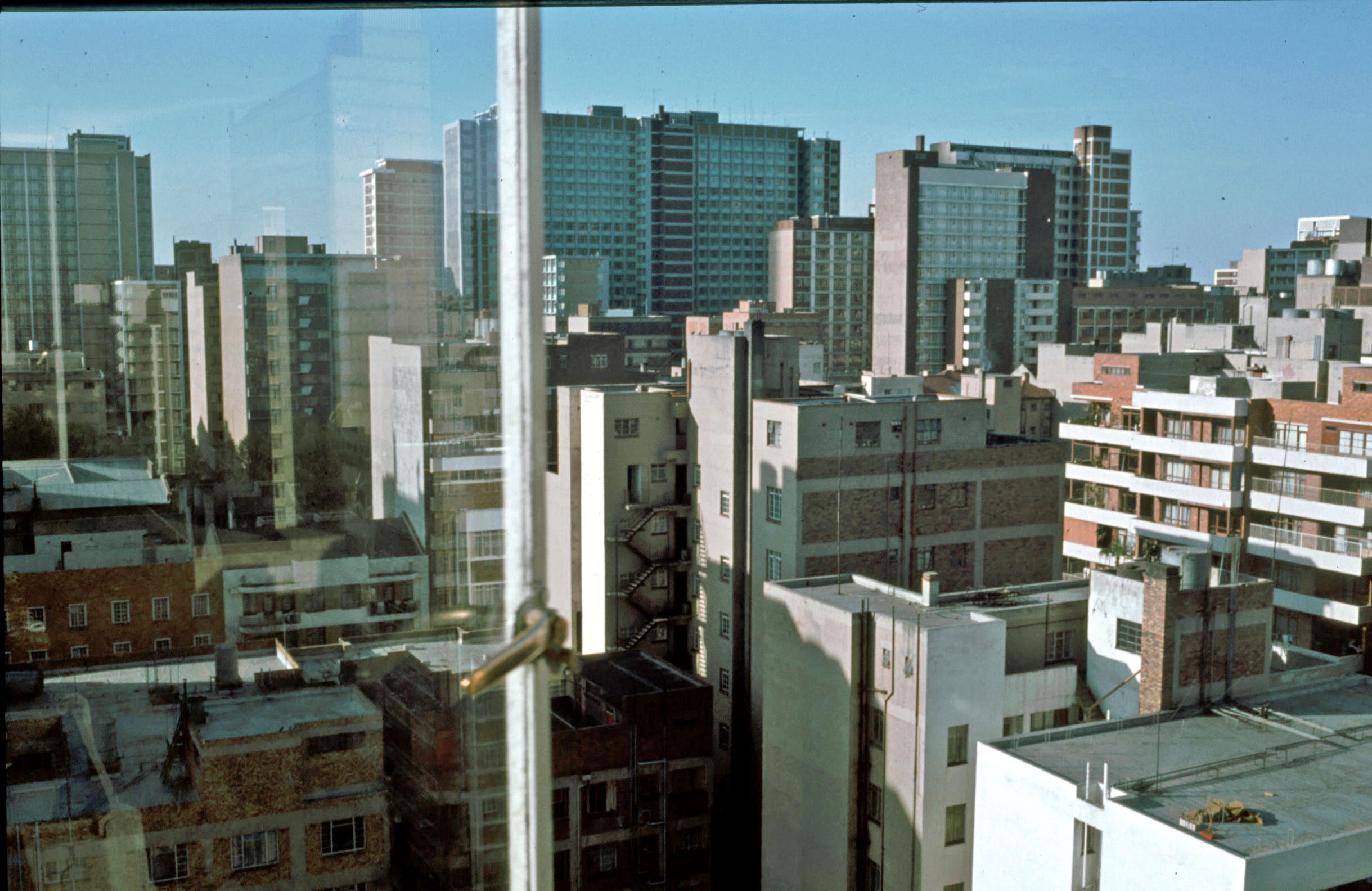
1980年的約翰內斯堡街道景色。

在1960年至1963年，350萬非白人（主要是黑人）的南非人被驅離他們原來的家園，被迫進入隔近被分隔的區域中，這是近代史上大型的驅離行動之一。當時南非政府計畫將人口搬遷之後再把這些區域逐出南非獨立，這樣的分化政策1970年開始達到高峰，甚至廢除非白人的部分政治權利，並且開始剝奪黑人的南非公民身份。在法律上，他們成為地方分權的10個班圖斯坦中的公民，將其政治權限縮在他們所屬的班圖斯坦內，其中4個成為名義上的獨立國家（分別是特蘭斯凱、博普塔茨瓦纳、文達和西斯凱）。
由阿非利卡人支配的國民黨是明確的共和主義者，認為由伊麗莎白二世擔任南非的國家元首是“英帝國主義的餘孽”。1961年5月31日，南非在全民投票後成為共和國，多數白人選民對此投了贊成票（但英國控制的納塔爾省反對南非成為共和國）。最終，英國君主伊麗莎白二世被剝奪了南非君主的稱號，最後的南非總督查爾斯·羅伯茨·斯瓦特成為國家總統。原本實行西敏制的讓步，總統仍然是議會任命的，並且總統幾乎是無權力的，直到1983年彼得·威廉·博塔的“憲法法案”（在這些方面完好無損）取消了總理辦公室，並設立了一個只對白人議會負責，近乎獨特的“強大總統”。南非於1961年退出該組織，並於1994年才重新加入英聯邦。
儘管南非國內外都有反對的聲音，但政府仍然繼續通過立法的形式來實行種族隔離制度。安全部隊打擊了國內的異見人士，而暴力事件亦變得普遍，非洲人國民大會、阿扎尼亞泛非主義者大會和泛非議會等反種族隔離組織與政府進行游擊戰和城市破壞行動。這三個對立的抵抗運動偶然也為了爭奪南非國內的影響力而發生派系間的衝突。
1960年代開始，由於南非的種族隔離政策變得越來越具有爭議性，一些非洲國家於是開始抵製南非政府與其商業，以抵制南非的種族隔離制度，但這些措施對南非的經濟只有很少的影響，而實行種族隔離的南非更加一度出現了令人刮目相看的“經濟奇蹟”，在1942年到1982年的40年間南非經濟持續高增長，平均每7.3至7.4年南非國內生產總值就可翻一番。尤其是在1960-1970年代，南非的經濟增長速度更可與當時世界上經濟發展最快的日本相匹敵，堪稱為“非洲經濟巨人”。只有直到1980年代大規模擴展到國際制裁和外國投資者撤資，尤其是當包括美國在內的主要西方國家從1984年中開始加入制裁之後，南非的經濟才真正受到影響。
在20世紀70年代後期，南非發起了一個核武器發展計劃。在接下來的10年中，南非生產了6種可交付的核武器。

## 種族隔離的結束（1994年-至今）
布特萊齊和哈里·施瓦茨於1974年簽署的《馬赫拉巴蒂尼信仰宣言》，強調了和平過渡權力與人人平等的原則，這是南非黑人和白人政治領導人達成的第一項此類協議。最終，時任國家總統弗雷德里克·威廉·德克勒克於1993年與納爾遜·曼德拉就政策和政府的過渡進行了雙邊討論。

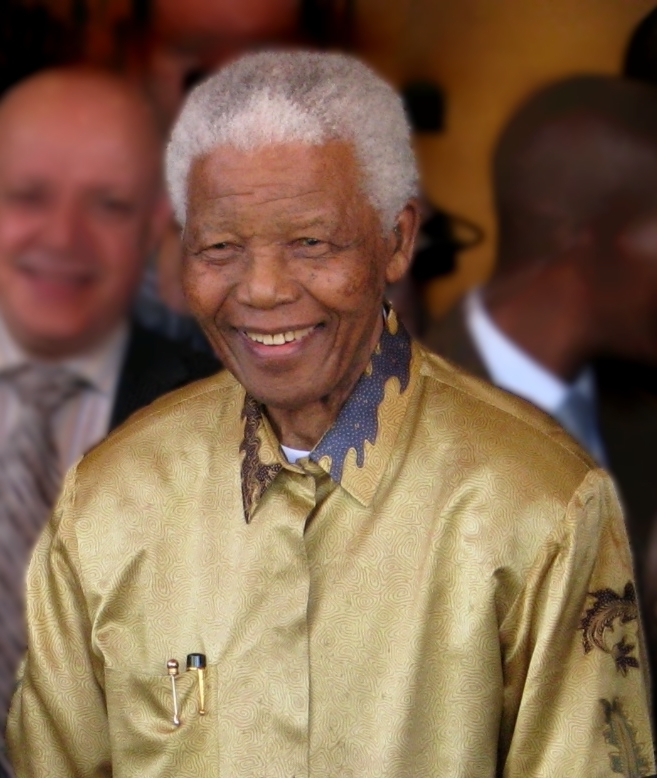
納爾遜·曼德拉，南非共和國的第一位黑人總統。

1990年，南非國民黨政府在解除非洲人國民大會和其他政治組織的禁令時邁出了摒棄歧視的第一步。政府首先釋放了先後在羅本島、波爾斯穆爾和維克托·韋斯特的3個監獄服刑27年的曼德拉，接下來是進行談判的過程，再經過多數白人公民投票的批准，政府廢除了種族隔離立法。隨著國際社會壓力增大和南非逐漸實現種族平等，南非亦同意西南非洲獨立。1990年2月9日，納米比亞制訂了其憲法。3月21日，納米比亞正式宣布從南非統治下獨立。1994年，南非將鯨灣港歸還納米比亞。而南非也摧毀了其核武庫，並加入了《不擴散核武器條約》。南非於1994年舉行了第一次不分種族的選舉，非國大以壓倒多數獲勝，自此結束白人在非洲的統治。自1994年以後，非國大一直執政。而南非亦重新加入了英聯邦，並成為南部非洲發展共同體的成員。
在種族隔離結束後，由於南非面臨許多變化，其失業率一直居高不下。雖然有許多黑人已經上升到中上階層，但黑人的整體失業率仍然在1994年至2003年之間惡化。而種族隔離前罕見的白人貧窮人口則有所增加。此外，現任政府一直在努力實現貨幣和財政紀律，以確保財富再分配和經濟增長。自從1994年非國大領導的政府上台以來，聯合國人類發展指數中，南非的名次一直在下降，直到1990年代中期才重新穩步上升。有些可能歸因於艾滋病和病毒在南非的大流行，以及政府早年未能採取政策來解決這個問題。
2008年5月，南非的暴亂造成60人死亡。住房權和驅逐問題中心估計，超過10萬人被趕出家園。目標主要是尋求庇護的移民和難民，但有三分之一的受害者是南非公民。在2006年的一項調查中，南非移民項目認為，南非人比世界其他地方的人更反對移民。聯合國難民事務高級專員2008年報告說，在南非申請庇護的難民已經超過200,000人，幾乎是前一年的四倍。這些人主要來自津巴布韋，但也有許多人來自布隆迪、剛果民主共和國、盧旺達、厄立特里亞、埃塞俄比亞和索馬里。就業、商業機會、公共服務和住房之間的競爭導致難民和收容社區之間的緊張局勢。儘管仇外心理仍然是一個問題，但最近的暴力行為已經沒有最初的恐懼那麼普遍。

### 真相与和解委员会
1995年1月24日南非公布《促进民族团结与和解法案》，该法案提议由11—17名独立人士组成真相与和解委员会（简称真相委员会）。7月19日，曼德拉总统签署《促进民族团结与和解法》，1995年11月29日，南非政府宣布组成真相与和解委员会。
普遍认为，真相与和解委员会改变了南非的历史，让南非人看清了自己和自己的国家，并抚平了南非人心中的怨恨，为南非今天的稳定与和解奠定了基础。